# 오슬로 오페라 하우스
오슬로 오페라 하우스(노르웨이어: Operahuset, 영어: Oslo Opera House)는 노르웨이 국립 오페라 앤 발레단과 노르웨이 국립 오페라 극장의 본거지이다. 이 건물은 오슬로피요르드 상부의 오슬로 중부에 이웃한 비요르비카에 위치해 있다. 노르웨이 정부의 재산을 관리하는 정부 기관인 Statsbygg에 의해 운영되고 있다. 이 구조물은 38,500 m2의 총 면적에 1,100개의 방이 있다. 주 강당 좌석수는 1,364개이며 다른 공연 공간 좌석수는 200~400개이다. 주 무대는 16미터 너비, 40미터 높이이다.

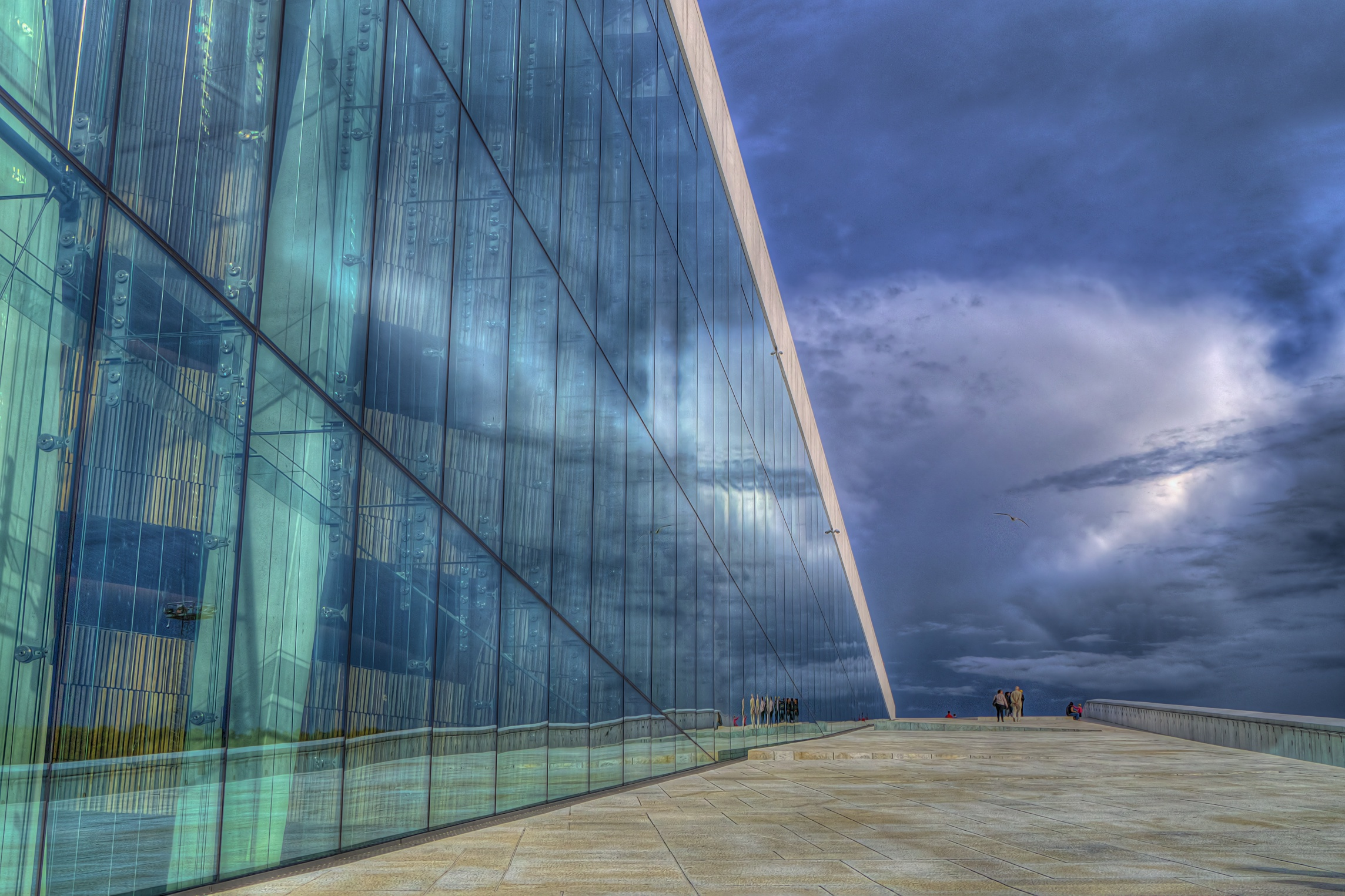
오페라 하우스의 외부 전경.

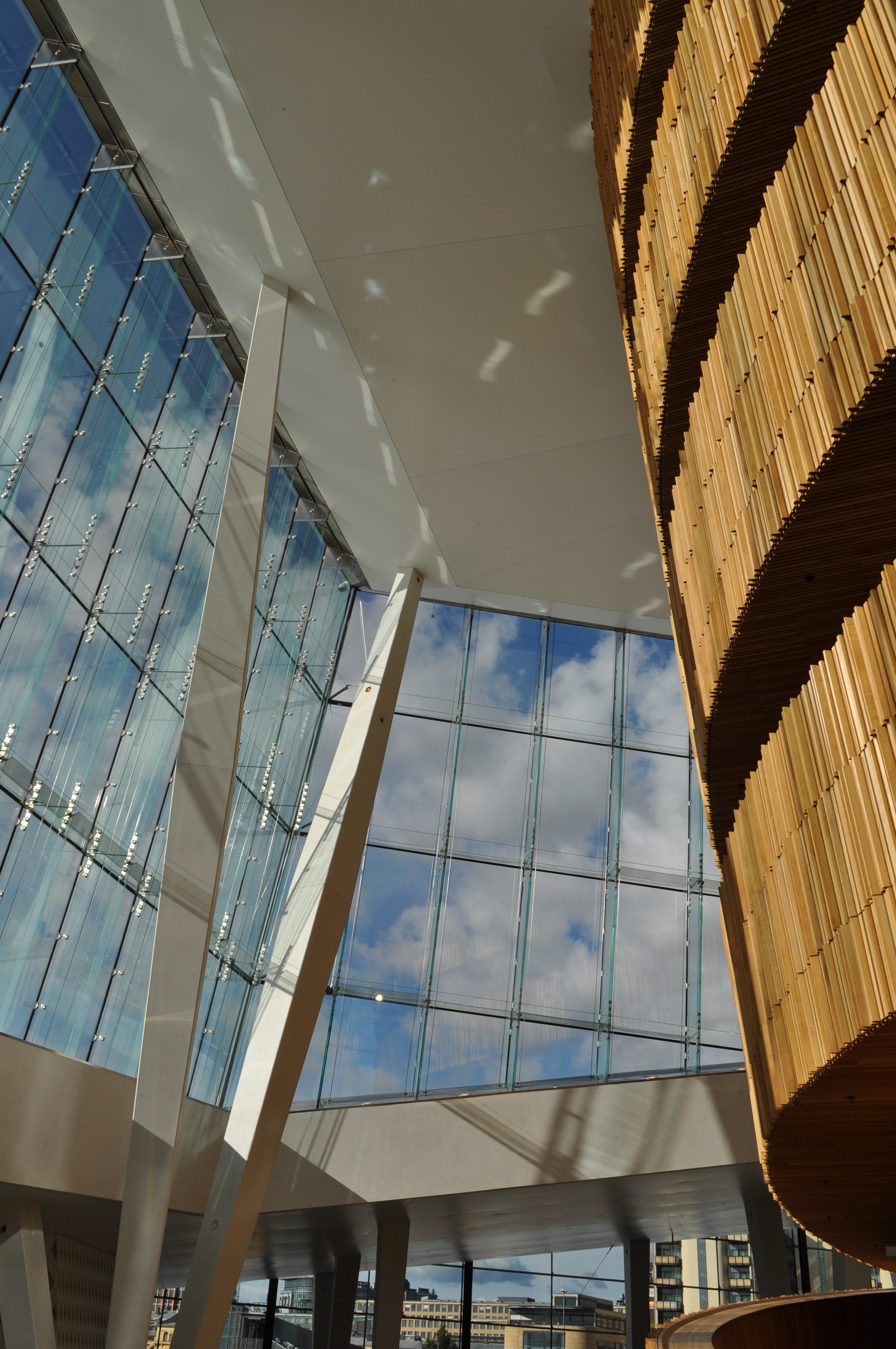
오페라 하우스의 내부 인테리어 전경.

## 역사
1999년, 기나긴 국가적 논의 이후 노르웨이 입법부는 도시에 새로운 오페라 하우스를 건설하기로 결정하였다.

## 미디어
- KBS 1TV : 걸어서 세계속으로